# Borna Barišić
Borna Barišić (Osijek, 10 novembre 1992) è un calciatore croato, difensore del Trabzonspor.

## Caratteristiche tecniche
È un terzino sinistro abile a battere le punizioni e nel fornire assist ai compagni.

## Carriera

### Club
Cresce calcisticamente nella squadra della sua città natia, l'Osijek.
Nel 2015 passa alla Dinamo Zagabria, per poi tornare dal 2016 al 2018 al club dove ha iniziato.
Ad agosto 2018 dove aver giocato 124 partite totali con 9 reti segnate per i Bijelo-Plavi si trasferisce in Scozia tra le file dei Rangers guidati da Steven Gerrard. Il 30 gennaio 2020 prolunga il suo contratto con i Gers fino all'estate 2024.

### Nazionale
Dal 2017 entra a far parte della nazionale croata debuttando l'11 gennaio in amichevole contro il Cile.
Inserito nei 32 pre-convocati per i Mondiali 2018, salvo poi venire escluso dalla lista finale.
Dopo il Mondiale trova più spesso spazio nelle convocazioni del ct Zlatko Dalić, tanto che il 21 marzo 2019 realizza la sua prima rete con la Croazia nella partita 2-1 contro l'Azerbaigian, valida per le qualificazioni a Euro 2020. Da lì in poi consolida il proprio posto da titolare sulla sinistra, venendo poi convocato per gli europei nel 2021.
Il 9 novembre 2022, viene inserito dal CT Zlatko Dalić nella lista dei convocati per il Mondiale di calcio in Qatar.

## Statistiche

### Presenze e reti nei club
Statistiche aggiornate al 24 maggio 2025.
| Stagione        | Squadra             | Campionato      | Campionato | Campionato | Coppe nazionali | Coppe nazionali | Coppe nazionali | Coppe continentali | Coppe continentali | Coppe continentali | Altre coppe | Altre coppe | Altre coppe | Totale | Totale |
| Stagione        | Squadra             | Comp            | Pres       | Reti       | Comp            | Pres            | Reti            | Comp               | Pres               | Reti               | Comp        | Pres        | Reti        | Pres   | Reti   |
| --------------- | ------------------- | --------------- | ---------- | ---------- | --------------- | --------------- | --------------- | ------------------ | ------------------ | ------------------ | ----------- | ----------- | ----------- | ------ | ------ |
| 2013-2014       | Osijek              | 1.HNL           | 23         | 2          | CC              | 1               | 0               | -                  | -                  | -                  | -           | -           | -           | 24     | 2      |
| 2014-2015       | Osijek              | 1.HNL           | 28         | 1          | CC              | 0               | 0               | -                  | -                  | -                  | -           | -           | -           | 28     | 1      |
| lug.-ago. 2015  | Dinamo Zagabria     | 1.HNL           | 1          | 0          | -               | -               | -               | -                  | -                  | -                  | -           | -           | -           | 1      | 0      |
| 2015-2016       | Lokomotiva Zagabria | 1.HNL           | 19         | 0          | CC              | 1               | 0               | -                  | -                  | -                  | -           | -           | -           | 20     | 2      |
| 2016-2017       | Osijek              | 1.HNL           | 32         | 1          | CC              | 4               | 0               | -                  | -                  | -                  | -           | -           | -           | 36     | 1      |
| 2017-2018       | Osijek              | 1.HNL           | 22         | 1          | CC              | 1               | 0               | UEL                | 8                  | 2                  | -           | -           | -           | 31     | 3      |
| lug.-ago. 2018  | Osijek              | 1.HNL           | 1          | 0          | -               | -               | -               | UEL                | 4                  | 1                  | -           | -           | -           | 5      | 1      |
| Totale Osijek   | Totale Osijek       | Totale Osijek   | 106        | 5          |                 | 6               | 0               |                    | 12                 | 3                  |             | -           | -           | 124    | 8      |
| 2018-2019       | Rangers             | SP              | 16         | 0          | SC+CdL          | 3+1             | 0               | UEL                | 2                  | 0                  | -           | -           | -           | 22     | 0      |
| 2019-2020       | Rangers             | SP              | 22         | 2          | SC+CdL          | 2+3             | 0               | UEL                | 3                  | 0                  | -           | -           | -           | 30     | 2      |
| 2020-2021       | Rangers             | SP              | 33         | 1          | SC+CdL          | 2+2             | 0+1             | UEL                | 13                 | 3                  | -           | -           | -           | 50     | 5      |
| 2021-2022       | Rangers             | SP              | 23         | 0          | SC+CdL          | 2+1             | 0               | UCL+UEL            | 2+15               | 0                  | -           | -           | -           | 43     | 0      |
| 2022-2023       | Rangers             | SP              | 30         | 1          | SC+CdL          | 4+2             | 1+0             | UCL                | 10                 | 0                  | -           | -           | -           | 46     | 2      |
| 2023-2024       | Rangers             | SP              | 20         | 0          | SC+CdL          | 3+3             | 1+0             | UCL+UEL            | 4+5                | 0                  | -           | -           | -           | 35     | 1      |
| Totale Rangers  | Totale Rangers      | Totale Rangers  | 144        | 4          |                 | 28              | 3               |                    | 54                 | 3                  |             | -           | -           | 226    | 10     |
| 2024-gen. 2025  | Trabzonspor         | SL              | 9          | 0          | CT              | 1               | 0               | UEL+UECL           | 3+2                | 0                  | -           | -           | -           | 15     | 0      |
| gen.-giu. 2025  | Leganés             | PD              | 1          | 0          | CR              | 0               | 0               | -                  | -                  | -                  | -           | -           | -           | 1      | 0      |
| Totale carriera | Totale carriera     | Totale carriera | 280        | 8          |                 | 36              | 3               |                    | 71                 | 6                  |             | -           | -           | 387    | 18     |

### Cronologia presenze e reti in nazionale
| Cronologia completa delle presenze e delle reti in nazionale ― Croazia | Cronologia completa delle presenze e delle reti in nazionale ― Croazia | Cronologia completa delle presenze e delle reti in nazionale ― Croazia | Cronologia completa delle presenze e delle reti in nazionale ― Croazia | Cronologia completa delle presenze e delle reti in nazionale ― Croazia | Cronologia completa delle presenze e delle reti in nazionale ― Croazia | Cronologia completa delle presenze e delle reti in nazionale ― Croazia | Cronologia completa delle presenze e delle reti in nazionale ― Croazia |
| Data                                                                   | Città                                                                  | In casa                                                                | Risultato                                                              | Ospiti                                                                 | Competizione                                                           | Reti                                                                   | Note                                                                   |
| ---------------------------------------------------------------------- | ---------------------------------------------------------------------- | ---------------------------------------------------------------------- | ---------------------------------------------------------------------- | ---------------------------------------------------------------------- | ---------------------------------------------------------------------- | ---------------------------------------------------------------------- | ---------------------------------------------------------------------- |
| 11-1-2017                                                              | Nanchino                                                               | Cile                                                                   | 1 – 1 dts (4 – 1 dtr)                                                  | Croazia                                                                | Amichevole                                                             | -                                                                      | 64’                                                                    |
| 14-1-2017                                                              | Nanchino                                                               | Cina                                                                   | 1 – 1 dts (4 – 3 dtr)                                                  | Croazia                                                                | Amichevole                                                             | -                                                                      | 90+1’                                                                  |
| 27-5-2017                                                              | Los Angeles                                                            | Messico                                                                | 1 – 2                                                                  | Croazia                                                                | Amichevole                                                             | -                                                                      |                                                                        |
| 6-9-2018                                                               | Faro                                                                   | Portogallo                                                             | 1 – 1                                                                  | Croazia                                                                | Amichevole                                                             | -                                                                      |                                                                        |
| 21-3-2019                                                              | Zagabria                                                               | Croazia                                                                | 2 – 1                                                                  | Azerbaigian                                                            | Qual. Euro 2020                                                        | 1                                                                      |                                                                        |
| 24-3-2019                                                              | Budapest                                                               | Ungheria                                                               | 2 – 1                                                                  | Croazia                                                                | Qual. Euro 2020                                                        | -                                                                      | 30’                                                                    |
| 8-6-2019                                                               | Osijek                                                                 | Croazia                                                                | 2 – 1                                                                  | Galles                                                                 | Qual. Euro 2020                                                        | -                                                                      |                                                                        |
| 6-9-2019                                                               | Trnava                                                                 | Slovacchia                                                             | 0 – 4                                                                  | Croazia                                                                | Qual. Euro 2020                                                        | -                                                                      |                                                                        |
| 9-9-2019                                                               | Baku                                                                   | Azerbaigian                                                            | 1 – 1                                                                  | Croazia                                                                | Qual. Euro 2020                                                        | -                                                                      | 70’                                                                    |
| 10-10-2019                                                             | Spalato                                                                | Croazia                                                                | 3 – 0                                                                  | Ungheria                                                               | Qual. Euro 2020                                                        | -                                                                      |                                                                        |
| 13-10-2019                                                             | Cardiff                                                                | Galles                                                                 | 1 – 1                                                                  | Croazia                                                                | Qual. Euro 2020                                                        | -                                                                      |                                                                        |
| 16-11-2019                                                             | Fiume                                                                  | Croazia                                                                | 3 – 1                                                                  | Slovacchia                                                             | Qual. Euro 2020                                                        | -                                                                      |                                                                        |
| 5-9-2020                                                               | Porto                                                                  | Portogallo                                                             | 4 – 1                                                                  | Croazia                                                                | UEFA Nations League 2020-2021 - 1º turno                               | -                                                                      | 71’                                                                    |
| 14-10-2020                                                             | Zagabria                                                               | Croazia                                                                | 1 – 2                                                                  | Francia                                                                | UEFA Nations League 2020-2021 - 1º turno                               | -                                                                      |                                                                        |
| 14-11-2020                                                             | Solna                                                                  | Svezia                                                                 | 2 – 1                                                                  | Croazia                                                                | UEFA Nations League 2020-2021 - 1º turno                               | -                                                                      |                                                                        |
| 24-3-2021                                                              | Lubiana                                                                | Slovenia                                                               | 1 – 0                                                                  | Croazia                                                                | Qual. Mondiali 2022                                                    | -                                                                      | 24’ 46’                                                                |
| 27-3-2021                                                              | Fiume                                                                  | Croazia                                                                | 1 – 0                                                                  | Cipro                                                                  | Qual. Mondiali 2022                                                    | -                                                                      |                                                                        |
| 30-3-2021                                                              | Fiume                                                                  | Croazia                                                                | 3 – 0                                                                  | Malta                                                                  | Qual. Mondiali 2022                                                    | -                                                                      | 57’                                                                    |
| 1-6-2021                                                               | Velika Gorica                                                          | Croazia                                                                | 1 – 1                                                                  | Armenia                                                                | Amichevole                                                             | -                                                                      |                                                                        |
| 6-6-2021                                                               | Bruxelles                                                              | Belgio                                                                 | 1 – 0                                                                  | Croazia                                                                | Amichevole                                                             | -                                                                      | 46’                                                                    |
| 22-6-2021                                                              | Glasgow                                                                | Croazia                                                                | 3 – 1                                                                  | Scozia                                                                 | Euro 2020 - 1º turno                                                   | -                                                                      | 71’                                                                    |
| 7-9-2021                                                               | Spalato                                                                | Croazia                                                                | 3 – 0                                                                  | Slovenia                                                               | Qual. Mondiali 2022                                                    | -                                                                      |                                                                        |
| 11-10-2021                                                             | Osijek                                                                 | Croazia                                                                | 2 – 2                                                                  | Slovacchia                                                             | Qual. Mondiali 2022                                                    | -                                                                      | 90’                                                                    |
| 29-3-2022                                                              | Al Rayyan                                                              | Croazia                                                                | 2 – 1                                                                  | Bulgaria                                                               | Amichevole                                                             | -                                                                      | 77’                                                                    |
| 3-6-2022                                                               | Osijek                                                                 | Croazia                                                                | 0 – 3                                                                  | Austria                                                                | UEFA Nations League 2022-2023 - 1º turno                               | -                                                                      | 46’                                                                    |
| 6-6-2022                                                               | Spalato                                                                | Croazia                                                                | 1 – 1                                                                  | Francia                                                                | UEFA Nations League 2022-2023 - 1º turno                               | -                                                                      |                                                                        |
| 25-9-2022                                                              | Vienna                                                                 | Austria                                                                | 1 – 3                                                                  | Croazia                                                                | UEFA Nations League 2022-2023 - 1º turno                               | -                                                                      | 62’                                                                    |
| 16-11-2022                                                             | Riad                                                                   | Arabia Saudita                                                         | 0 – 1                                                                  | Croazia                                                                | Amichevole                                                             | -                                                                      |                                                                        |
| 5-12-2022                                                              | Al Wakrah                                                              | Giappone                                                               | 1 – 1 dts (1 – 3 dtr)                                                  | Croazia                                                                | Mondiali 2022 - Ottavi di finale                                       | -                                                                      | 116’                                                                   |
| 28-3-2023                                                              | Bursa                                                                  | Turchia                                                                | 0 – 2                                                                  | Croazia                                                                | Qual. Euro 2024                                                        | -                                                                      |                                                                        |
| 14-6-2023                                                              | Rotterdam                                                              | Paesi Bassi                                                            | 2 – 4 dts                                                              | Croazia                                                                | UEFA Nations League 2022-2023 - Semifinale                             | -                                                                      | 119’                                                                   |
| 8-9-2023                                                               | Fiume                                                                  | Croazia                                                                | 5 – 0                                                                  | Lettonia                                                               | Qual. Euro 2024                                                        | -                                                                      | 67’                                                                    |
| 11-9-2023                                                              | Erevan                                                                 | Armenia                                                                | 0 – 1                                                                  | Croazia                                                                | Qual. Euro 2024                                                        | -                                                                      |                                                                        |
| 12-10-2023                                                             | Osijek                                                                 | Croazia                                                                | 0 – 1                                                                  | Turchia                                                                | Qual. Euro 2024                                                        | -                                                                      | 34’ 80’                                                                |
| 15-10-2023                                                             | Cardiff                                                                | Galles                                                                 | 2 – 1                                                                  | Croazia                                                                | Qual. Euro 2024                                                        | -                                                                      | 59’                                                                    |
| Totale                                                                 |                                                                        | Presenze                                                               | 35                                                                     |                                                                        | Reti                                                                   | 1                                                                      |                                                                        |

## Palmarès

### Club
- Campionato scozzese: 1

Rangers: 2020-2021
- Coppa di Scozia: 1

Rangers: 2021-2022
- Coppa di Lega scozzese: 1

Rangers: 2023-2024